# Zwingli (Film)
Zwingli ist ein Kinofilm von Stefan Haupt aus dem Jahr 2019 über das Wirken des Reformators Huldrych Zwingli in der Stadt Zürich von 1519 bis zu seinem gewaltsamen Tod im Zweiten Kappelerkrieg im Jahr 1531.

## Handlung
Der Film zeigt das Eintreffen Zwinglis in Zürich und das Erstaunen der Kirchgänger im Grossmünster, als er erstmals in einem Gottesdienst von der lateinischen Liturgie abweicht und auf Deutsch das Matthäus-Evangelium zu erläutern beginnt. Die öffentliche Übersetzung der Bibel als Gemeinschaftsarbeit aller reformwilligen Priester in der Kirche wird durch altgläubige Chorherren symbolisch gestört.
Die wichtige Rolle des weltlichen Grossen Rates der Stadt, der Zwingli in einer Disputation bescheinigt, keine nachweislichen Bibeluntreuen zu vertreten, kommt ebenso zum Ausdruck wie die trotzdem weiterhin vorhandenen Zwänge. Diese führen unter anderem dazu, dass Zwinglis radikaler Unterstützer und Täufer, Felix Manz, zum Tod verurteilt und in der Limmat ertränkt wird. Ein anderer Mitstreiter, Jakob Kaiser, wird in Schwyz als Ketzer verbrannt.
Zwinglis Frau Anna Reinhart versucht ihn mit Verweis auf seine früheren Aussagen zum Söldnertum davon abzubringen, im Jahr 1531 die Schlacht gegen die altgläubigen Innerschweizer zu suchen, von der er und Annas ältester Sohn nicht mehr zurückkehren.

## Produktion
Mit einem Budget von 6 Millionen Franken war der Film für Schweizer Verhältnisse eine Grossproduktion. Aufgenommen wurde er während 37 Drehtagen in den Monaten Februar bis April 2018. Der Film erlebte seine Schweizer Premiere am 17. Januar 2019. Zwingli wurde am Wochenende des Kinostarts je nach Quelle zwischen 28’000 und 37’000 Mal gesehen und gelangte so direkt an die Spitze der Schweizer Kinocharts. Insgesamt erreichte der Film in der Schweiz etwas über 238’000 Kinozuschauer. Damit zählt Zwingli laut ProCinema, dem Schweizer Verband für Kino und Filmverleih, zu den 20 erfolgreichsten Schweizer Kinospielfilmen der letzten 40 Jahre.
Produziert wurde der Film von C-Films, EIKON und SRF. 
Drehorte waren unter anderen in Zürich, Bubikon, Stein am Rhein, im Kloster St. Georgen und in Neuhausen ob Eck in Baden-Württemberg.

## Filmmusik
Die chorale und orchestrale Filmmusik wurde von Diego Baldenweg mit Nora Baldenweg & Lionel Baldenweg komponiert. Eingespielt wurde die aufwändige Filmmusikproduktion unter anderem mit dem Geiger Daniel Hope und dem Zürcher Kammerorchester. Der von Great Garbo Music veröffentlichte Zwingli-Soundtrack wurde weltweit von Filmmusikkritikern beachtet und diskutiert.
Die Zwingli-Filmmusik wurde als erste Schweizer Filmmusik für den World Soundtrack Award (Public Choice) als «Best Score of the Year» nominiert.

## Rezeption
Die Neue Zürcher Zeitung erwähnt, dass Zwingli sich zu Lebzeiten nie in den Vordergrund stellte und sich deshalb auch kaum zum Helden eigne. Zudem verlasse die Produktion in der Darstellung ihrer Hauptpersonen kaum je den Bereich der soliden Information: «Die Hauptfiguren bleiben blass, weil man ihnen nicht erlaubte, sich aus dem Korsett dessen zu befreien, was irgendwie als historisch verbürgt gelten kann.» Der Zuschauer wundere sich höchstens, dass er sich nicht langweile.
Die Sendung «Kontext» von Radio SRF 2 Kultur besprach den Film in einer einstündigen Sendung und beleuchtete neben historischen, sozialen, religions- und mediensoziologischen Aspekten insbesondere auch noch den speziellen Umgang mit der Filmmusik. Eine Religionssoziologin weist u. v. a. kritisch darauf hin, dass die Auflösung der Frauenklöster das Ende der Möglichkeit für Frauen war, ein selbstbestimmtes, intellektuelles Leben zu führen.
Die Weltwoche lässt den Schweizer Kirchenhistoriker und Zwingli-Kenner Peter Opitz einen Faktencheck durchführen. Er formuliert die Schwierigkeit einer filmischen Umsetzung des Stoffes wie folgt: Als historisches Werk müsse sich der Film an historische Ereignisse halten, dürfe jedoch kein minutiöses Aneinanderreihen von Gegebenheiten sein: «Hier gilt es, im Rahmen dessen zu bleiben, was die Quellen sagen, und die Dinge zugleich mutig und intelligent exemplarisch auf den Punkt zu bringen.» Genau dies sei dem Film mehrfach in eindrücklicher Weise gelungen. Als kleiner Betriebsunfall müsse einzig der allerletzte Satz des Films bezeichnet werden. In dieser letzten Filmszene vergräbt die zur Witwe gewordene Ehefrau Zwinglis, Anna Reinhart, auf offenem Feld einen im Streit mit ihrem Ehemann zerbrochenen Krug. Dabei hört man als Quintessenz der von Zwingli erkämpften reformatorischen Freiheit in Off-camera-Technik ihre Stimme mit den Worten: „Viele wünschen sich die alten Gewissheiten zurück. Aber ich weiß: Es bleibt uns nichts anderes übrig, als auf der Suche zu sein.“ Peter Opitz missbilligt dabei, dass dieser Satz eher der Philosophie des 20. Jahrhunderts (z. B. Odo Marquard, Martin Heidegger) zuzuordnen sei denn der reformatorischen Theologie. Darüber hinaus habe der Reformator Zwingli vielmehr mit seiner entschiedenen Glaubensgewissheit eines neuen reformatorischen Gottesbildes seine Kritik am traditionellen religiösen System seiner Gegenwart überhaupt erst möglich gemacht.

## Trivia
Charlotte Schwab, die Darstellerin der Mutter von Anna Reinhart und eine Gegnerin Zwinglis, ist die leibliche Mutter des Zwingli-Darstellers Max Simonischek.

## Auszeichnungen und Nominierungen (Auswahl)
Schweizer Filmpreis 2019
- Nominierung in der Kategorie Beste Darstellerin (Sarah Sophia Meyer)
- Nominierung in der Kategorie Bester Darsteller (Max Simonischek)

'World Soundtrack Awards 2019'
- Nominierung in der Kategorie Public Choice «Best Score of the Year» (Diego Baldenweg with Nora Baldenweg & Lionel Baldenweg)

Dem Regisseur Stefan Haupt und der Drehbuchautorin Simone Schmid wurde 2020 von der Theologischen Fakultät der Universität Zürich der Ehrendoktor-Titel verliehen, da es ihnen mit diesem Film gelungen sei, «komplexe geschichtliche Sachverhalte quellennah in fiktive Szenen zu fassen», wodurch sie «einen christentums- und kulturgeschichtlich bedeutsamen Moment mit globaler Ausstrahlung in seiner Bedeutung erschlossen» hätten.